# Liste der Straßen, Plätze und Brücken in Hamburg-Jenfeld

Lage von Jenfeld in Hamburg und im Bezirk Wandsbek (hellrot)

Die Liste der Straßen, Plätze und Brücken in Jenfeld ist eine Übersicht der im Hamburger Stadtteil Jenfeld vorhandenen Straßen, Plätze und Brücken. Sie ist Teil der Liste der Verkehrsflächen in Hamburg.

## Überblick
In Jenfeld (Ortsteilnummer 512) leben 29443 Einwohner (Stand: 31. Dezember 2023) auf 5,0 km². Jenfeld liegt in den Postleitzahlenbereichen 22043 und 22045.
In Jenfeld gibt es 93 benannte Verkehrsflächen, darunter zwei Plätze und eine Brücke. Es finden sich zwei Motivgruppen: Städte in Schlesien und Berliner Bezirke und Ortsteile. Letztere wird im östlich angrenzenden Rahlstedt fortgesetzt.

## Übersicht der Straßen
Die nachfolgende Tabelle gibt eine Übersicht über alle benannten Verkehrsflächen – Straßen, Plätze und Brücken – im Stadtteil sowie einige dazugehörige Informationen. Im Einzelnen sind dies:
- Name/Lage: aktuelle Bezeichnung der Straße, des Platzes oder der Brücke. Über den Link (Lage) kann die Straße, der Platz oder die Brücke auf verschiedenen Kartendiensten angezeigt werden. Die Geoposition gibt dabei ungefähr die Mitte an. Bei längeren Straßen, die durch zwei oder mehr Stadtteile führen, kann es daher sein, dass die Koordinate in einem anderen Stadtteil liegt.
- Straßenschlüssel: amtlicher Straßenschlüssel, bestehend aus einem Buchstaben (Anfangsbuchstabe der Straße, des Platzes oder der Brücke) und einer dreistelligen Nummer.
- Länge/Maße in Metern:
Hinweis: Die in der Übersicht enthaltenen Längenangaben sind nach mathematischen Regeln auf- oder abgerundete Übersichtswerte, die im Digitalen Atlas Nord[1] mit dem dortigen Maßstab ermittelt wurden. Sie dienen eher Vergleichszwecken und werden, sofern amtliche Werte bekannt sind, ausgetauscht und gesondert gekennzeichnet.
Bei Plätzen sind die Maße in der Form a × b bei rechteckigen Anlagen oder a × b × c bei dreiecksförmigen Anlagen mit a als längster Kante dargestellt.
Der Zusatz (im Stadtteil) gibt an, wie lang die Straße innerhalb des Stadtteils ist, sofern sie durch mehrere Stadtteile verläuft.
- Namensherkunft: Ursprung oder Bezug des Namens.
- Datum der Benennung: Jahr der offiziellen Benennung oder der Ersterwähnung eines Namens, bei Unsicherheiten auch die Angabe eines Zeitraums.
- Anmerkungen: Weitere Informationen bezüglich anliegender Institutionen, der Geschichte der Straße, historischer Bezeichnungen, Baudenkmale usw.
- Bild: Foto der Straße oder eines anliegenden Objektes.

| Name/Lage                      | Straßen- schlüssel | Länge/Maße (in Metern) | Namensherkunft | Datum der Benennung | Anmerkungen | Bild                               |
| ------------------------------ | ------------------ | ---------------------- | --- | ------------------- | --- | ---------------------------------- |
| Am Hohen Feld (Lage)           | A248               | 0540                   | nach einer Flurbezeichnung | vor 1933            | | Am Hohen Feld                      |
| Am Jenfelder Bach (Lage)       | A264               | 0505                   | nach der Lage am Jenfelder Bach | 1960                | | Am Jenfelder Bach                  |
| Am Jenfelder Moor (Lage)       | A265               | 0150                   | nach der Lage am früheren Jenfelder Moor | 1952                | | Am Jenfelder Moor                  |
| Am Schießstand (Lage)          | A327               | 0160                   | nach der Lage am ehemaligen Schießstand der Wandsbeker Garnison | vor 1933            | | Am Schießstand                     |
| Asserstieg (Lage)              | A485               | 0170                   | Tobias Asser (1838–1913), niederländischer Jurist und Politiker | 1947                | | Asserstieg                         |
| Barsbütteler Stieg (Lage)      | B                  | 0065                   | Barsbüttel, Gemeinde im Kreis Stormarn in Schleswig-Holstein |                     | Die Straße ist nicht im Straßen- und Gebietsverzeichnis aufgelistet, auch ist sie weder bei Beckershaus, noch bei Hanke aufgeführt. | Barsbütteler Stieg                 |
| Barsbütteler Straße (Lage)     | B080               | 0995                   | Barsbüttel, Gemeinde im Kreis Stormarn in Schleswig-Holstein | vor 1910            | | Barsbütteler Straße                |
| Bei den Höfen (Lage)           | B153               | 0280                   | nach einem direkt bei einer Hofstelle liegenden Flurstück | vor 1938            | | Bei den Höfen                      |
| Bekkamp (Lage)                 | B229               | 1210                   | nach einem Flurnamen | vor 1933            | | Bekkamp                            |
| Bekkampsweg (Lage)             | B230               | 0230                   | nach einem Flurnamen | vor 1933            | | Bekkampsweg                        |
| Berliner Platz (Lage)          | B274               | 0175 × 70              | Berlin, deutsche Hauptstadt | 1961                | | Berliner Platz                     |
| Bohlens Allee (Lage)           | B456               | 0590                   | nach einer hier seit dem 18. Jahrhundert ansässigen Bauernfamilie Bohlens                                                                                           | vor 1911            | | Bohlens Allee                      |
| Borgstücken (Lage)             | B483               | 0270                   | nach einer Flurbezeichnung um 1771 | 1949                | Als „Borg“ wird ein verschnittenes Schwein bezeichnet. | Borgstücken                        |
| Brieger Weg (Lage)             | B801               | 0125                   | Brieg (poln. Brzeg), Stadt in Polen | 1977                | Motivgruppe: Städte in Schlesien | Brieger Weg                        |
| Bruhnrögenredder (Lage)        | B636               | 0515                   | nach einem Flurnamen | 1938                | Rogen sind leichte Bodenerhebungen. | Bruhnrögenredder                   |
| Bunzlauer Straße (Lage)        | B712               | 0235                   | Bunzlau (poln. Bolesławiec), Stadt in Polen | 1955                | Motivgruppe: Städte in Schlesien | Bunzlauer Straße                   |
| Charlotte-Mügge-Weg (Lage)     | C099               | 0165                   | Charlotte Mügge (1912–1993), Widerstandskämpferin gegen den Nationalsozialismus                                                                                     | 2014                | Mügge wurde 1942 wegen Beihilfe zur Fahnenflucht und Unterstützung von Deserteuren verhaftet und saß von Januar bis November 1943 in verschiedenen Strafanstalten. | Charlotte-Mügge-Weg (April 2024)   |
| Charlottenburger Straße (Lage) | C020               | 1535 (im Stadtteil)    | Charlottenburg, Berliner Ortsteil | 1961                | nördlich der Köpenicker Straße in Tonndorf Motivgruppe: Berliner Bezirke und Ortsteile | Charlottenburger Straße            |
| Coseler Twiete (Lage)          | C078               | 0105                   | Cosel (poln. Koźle), Stadt in Polen | 1974                | Motivgruppe: Städte in Schlesien | Coseler Twiete                     |
| Dahlemer Ring (Lage)           | D007               | 0385                   | Dahlem, Berliner Ortsteil | 1961                | Motivgruppe: Berliner Bezirke und Ortsteile | Dahlemer Ring                      |
| Deelwischredder (Lage)         | D051               | 0505                   | nach einem Flurnamen | 1950                | | Deelwischredder                    |
| Dellestraße (Lage)             | D068               | 0395                   | Gustav Delle (1880–1945), Wandsbeker Bürgermeister von 1932 bis 1933, Opfer des Nationalsozialismus                                                                 | 1947                | Delle starb durch Misshandlungen, die er im KZ Neuengamme erlitten hatte. | Dellstraße                         |
| Denksteinweg (Lage)            | D071               | 0905                   | nach einem hier befindlichen Kriegerehrenmal | vor 1933            | | Denksteinweg                       |
| Dominikweg (Lage)              | D142               | 0125                   | Hans Dominik (1870–1910), Offizier | 1947                | | Dominikweg                         |
| Elfsaal (Lage)                 | E141               | 0460                   | nach dem Flurnamen „Ehr Saal“ | vor 1933            | Ein „Saal“ ist eine Viehtränke auf einer Weide. | Elfsaal                            |
| Elsa-Brändström-Straße (Lage)  | E167               | 0480                   | Elsa Brändström (1888–1948), Initiatorin der CARE-Pakete | 1936                | | Elsa-Brändström-Straße             |
| Erich-Hippel-Weg (Lage)        | E352               | 0185                   | Erich Hippel (1917–1944), Marinedeserteur, Opfer des Nationalsozialismus                                                                                            | 2014                | | Erich-Hippel-Weg (April 2024)      |
| Gehrdenweg (Lage)              | G042               | 0325                   | nach einem Flurnamen | vor 1932            | „Gehrden“ ist ein keilförmiges Landstück. | Gehrdenweg                         |
| Glatzer Straße (Lage)          | G379               | 0440                   | Glatz (poln. Kłodzko), Stadt in Polen | 1974                | Motivgruppe: Städte in Schlesien | Glatzer Straße                     |
| Gleiwitzer Bogen (Lage)        | G358               | 0640                   | Gleiwitz (poln. Gliwice), Stadt in Polen | 1969                | Motivgruppe: Städte in Schlesien | Gleiwitzer Bogen                   |
| Glogauer Straße (Lage)         | G119               | 0785                   | Glogau (poln. Głogów), Stadt in Polen | 1953                | Motivgruppe: Städte in Schlesien | Glogauer Straße                    |
| Görlitzer Straße (Lage)        | G134               | 0640                   | Görlitz, Stadt in Sachsen | 1952                | | Görlitzer Straße                   |
| Grabkeweg (Lage)               | G389               | 0140                   | Wilhelm Grabke (1892–1971), Heimatforscher und Schulrektor in Jenfeld                                                                                               | 1975                | | Grabkeweg                          |
| Grunewaldstraße (Lage)         | G324               | 0565 (im Stadtteil)    | Grunewald, Berliner Ortsteil | 1961                | bis etwa Höhe Hausnummer 20 komplett im Stadtteil, von dort für ca. 120 Meter in östlicher Richtung nur die südliche Straßenhälfte, nördlicher Teil in Rahlstedt, ebenso der weitere östliche Verlauf Motivgruppe: Berliner Bezirke und Ortsteile                                                                                | Grunewaldstraße (HH-Jenfeld)       |
| Gubener Straße (Lage)          | G453               | 0220                   | Guben, Stadt in Brandenburg | 1990                | | Gubener Straße                     |
| Gyula-Trebitsch-Platz (Lage)   | G495               | 0060 × 20              | Gyula Trebitsch (1914–2005), Filmproduzent | 2011                | | Gyula-Trebitsch-Platz (April 2024) |
| Hasenstieg (Lage)              | H173               | 0240                   | nach einem Flurnamen | vor 1933            | | Hasenstieg                         |
| Heeskoppel (Lage)              | H224               | 0180                   | nach einem Flurnamen (Hees = Wald) | 1932                | | Heeskoppel                         |
| Hermine-Albers-Straße (Lage)   | H865               | 0305                   | Hermine Albers (1894–1955), SPD-Politikerin | 2014                | | Hermine-Albers-Straße              |
| Hilde-Wulff-Weg (Lage)         | H866               | 0195                   | Hilde Wulff (1898–1972), Sonderpädagogin | 2014                | | Hilde-Wulff-Weg (April 2024)       |
| Hirschberger Weg (Lage)        | H463               | 0300                   | Hirschberg (poln. Jelenia Góra), Stadt in Polen | 1959                | Motivgruppe: Städte in Schlesien | Hirschberger Weg                   |
| Holsteiner Tor (Lage)          | H843               | 0185                   | nach dem Bundesland Schleswig-Holstein | 2006                | Die Straße führt über die Stadtgrenze hinaus weiter durch Barsbüttel. | Holsteiner Tor                     |
| Holstenhofweg (Lage)           | H587               | 1185 (im Stadtteil)    | nach dem Holstenhof, einer vom Rauhen Haus gegründeten Einrichtung                                                                                                  | vor 1938            | zwischen der A 24 im Süden und der Bahngleise im Norden westliche Straßenhälfte in Marienthal, östliche Hälfte in Jenfeld, nördlich der Bahngleise westliche Straßenhälfte in Wandsbek, östliche in Tonndorf | Holstenhofweg                      |
| Holstenhofwegbrücke (Lage)     | –                  | 0030 (im Stadtteil)    | im Anschluss an den Holstenhofweg | 1936                | überquert im Zuge des Holstenhofwegs die Gleise der Bahnstrecke Hamburg-Lübeck; lt. Straßenverzeichnis nur in Jenfeld und Tonndorf, lt. Grundkarte treffen aber in der Brückenmitte die Grenzen von vier Stadtteilen aufeinander: im Nordwesten Wandsbek, im Nordosten Tonndorf, im Südosten Jenfeld und im Südwesten Marienthal | Holstenhofwegbrücke                |
| Jenfelder Allee (Lage)         | J113               | 1285 (im Stadtteil)    | nach der Lage im Stadtteil | 1971                | nördlich der Kuehnstraße in Tonndorf | Jenfelder Allee                    |
| Jenfelder Straße (Lage)        | J038               | 1970 (im Stadtteil)    | nach der Lage im Stadtteil | 1929                | nördlich von Schimmelmannstraße/Kuehnstraße in Tonndorf | Jenfelder Straße                   |
| Jenfelder Tannenweg (Lage)     | J039               | 0475                   | frei gewählter Name | 1950                | | Jenfelder Tannenweg                |
| Kaskadenpark (Lage)            | K645               | 0755                   | nach den im gleichnamigen Park befindlichen Wasserkaskaden | 2013                | | Kaskadenpark                       |
| Kelloggstraße (Lage)           | K129               | 0495                   | Frank Billings Kellogg (1856–1937), US-amerikanischer Politiker | 1947                | | Kelloggstraße                      |
| Köpenicker Straße (Lage)       | K326               | 0730 (im Stadtteil)    | Köpenick, Berliner Ortsteil | 1961                | südliche Straßenhälfte bis ca. Hausnummer 69 in Jenfeld, nördlicher Teil in Tonndorf, weiter östlich komplett in Rahlstedt Motivgruppe: Berliner Bezirke und Ortsteile | Köpenicker Straße                  |
| Kreuzburger Straße (Lage)      | K533               | 0555                   | Kreuzburg (poln. Kluczbork), Stadt in Polen | 1969                | Motivgruppe: Städte in Schlesien | Kreuzburger Straße                 |
| Krummstücken (Lage)            | K469               | 0170                   | nach einer Flurbezeichnung | 1932                | | Krummstücken                       |
| Kuehnbachring (Lage)           | K642               | 0870                   | in Anlehnung an den nahegelegenen Kuehngraben und den Verlauf der Straße                                                                                            | 2013                | | Kuehnbachring                      |
| Kuehnstieg (Lage)              | K477               | 0230                   | in Anlehnung an die Kuehnstraße | 1950                | | Kuehnstieg                         |
| Kuehnstraße (Lage)             | K478               | 1580                   | Ludwig Kuehn (1848–1932), Stadtbaurat in Wandsbek | vor 1938            | nördliche Straßenhälfte in Tonndorf | Kuehnstraße                        |
| Kurt-Elvers-Weg (Lage)         | K644               | 0200                   | Kurt Elvers (1919–1945), Bauschlosser, Opfer des Nationalsozialismus                                                                                                | 2014                | | Kurt-Elvers-Weg (April 2024)       |
| Kurt-Oldenburg-Straße (Lage)   | K643               | 0300                   | Kurt Oldenburg (1922–1945), Wehrmachtssoldat, Opfer des Nationalsozialismus                                                                                         | 2013                | Oldenburg desertierte 1942 gemeinsam mit einem Freund in Frankreich aus der Wehrmacht, wurde von einem Hamburger Kriegsgericht zum Tode verurteilt, dann jedoch in ein Bewährungsbataillon überstellt und kehrte nicht aus Russland zurück.                                                                                      | Kurt-Oldenburg-Straße (April 2024) |
| Laubaner Straße (Lage)         | L077               | 0170                   | Lauban (poln. Lubań), Stadt in Polen | 1955                | Motivgruppe: Städte in Schlesien | Laubaner Straße                    |
| Lichtenberger Straße (Lage)    | L160               | 0210                   | Lichtenberg, Berliner Bezirk und Ortsteil | 1961                | Motivgruppe: Berliner Bezirke und Ortsteile | Lichtenberger Straße               |
| Liegnitzer Straße (Lage)       | L170               | 0450                   | Liegnitz (poln. Legnica), Stadt in Polen | 1952                | Motivgruppe: Städte in Schlesien | Liegnitzer Straße                  |
| Mariusweg (Lage)               | M055               | 0215                   | Simon Marius (1573–1625), Astronom und Arzt | 1966                | | Mariusweg                          |
| Moorkoppel (Lage)              | M271               | 0450                   | nach einem Flurnamen | vor 1933            | | Moorkoppel                         |
| Neubertbogen (Lage)            | N235               | 0200                   | nach der Vorbesitzerin des Geländes, der Gärtnerfamilie Neubert | 1995                | | Neubertbogen                       |
| Öjendorfer Damm (Lage)         | O030               | 1190                   | Öjendorf, Ortsteil von Billstedt | 1950                | | Öjendorfer Damm                    |
| Oppelner Straße (Lage)         | O110               | 0540                   | Oppeln (poln. Opole), Stadt in Polen | 1967                | Motivgruppe: Städte in Schlesien | Oppelner Straße                    |
| Ossietzkystraße (Lage)         | O128               | 0630                   | Carl von Ossietzky (1889–1938), Schriftsteller, Opfer des Nationalsozialismus, und Maud von Ossietzky (1888–1974)                                                   | 1947                | vorher Lettow-Vorbeck-Straße | Ossietzkystraße                    |
| Raawisch (Lage)                | R005               | 0250                   | nach einem Flurnamen (gerodete Wiese) | 1932                | | Raawisch                           |
| Raja-Ilinauk-Straße (Lage)     | R463               | 0570                   | Raja Ilinauk (* um 1926, † 1944 durch Hinrichtung im KZ-Außenlager Hamburg-Wandsbek), russische Kriegsgefangene und Zwangsarbeiterin, Opfer des Nationalsozialismus | 2016                | | Raja-Ilinauk-Straße                |
| Ratiborweg (Lage)              | R385               | 0240                   | Ratibor (poln. Racibórz), Stadt in Polen | 1969                | Motivgruppe: Städte in Schlesien | Ratiborweg                         |
| Rellingweg (Lage)              | R150               | 0155                   | Paul Relling (1885–1935), Stadtverordneter von Wandsbek | 1951                | | Rellingweg                         |
| Riedel-Vogt-Weg (Lage)         | R455               | 0415                   | Richard Vogt (1913–1988), Boxer | 2003                | Fuß- und Radweg | Riedel-Vogt-Weg                    |
| Rodigallee (Lage)              | R223               | 2010 (im Stadtteil)    | Erich Wasa Rodig (1869–1940), Oberbürgermeister von Wandsbek von 1913 bis 1931                                                                                      | 1947                | westlich des Holstenhofwegs in Marienthal | Rodigallee                         |
| Schiffbeker Weg (Lage)         | S157               | 0465 (im Stadtteil)    | Schiffbek, Ortsteil von Billstedt | 1948                | südlich der A 24 in Billstedt | Schiffbeker Weg                    |
| Schimmelmannallee (Lage)       | S170               | 0215                   | in Anlehnung an die Schimmelmannstraße | 1951                | | Schimmelmannallee                  |
| Schimmelmannstieg (Lage)       | S171               | 0275                   | in Anlehnung an die Schimmelmannstraße | 1945                | | Schimmelmannstieg                  |
| Schimmelmannstraße (Lage)      | S172               | 0755 (im Stadtteil)    | nach der gräflichen Familie von Schimmelmann, Besitzerin des Gutes Wandsbek ab 1762                                                                                 | 1945                | westlich des Holstenhofwegs in Marienthal | Schimmelmannstraße                 |
| Schmiedeberger Weg (Lage)      | S238               | 0225                   | Schmiedeberg (poln. Kowary), Stadt in Polen | 1959                | Motivgruppe: Städte in Schlesien | Schmiedeberger Weg                 |
| Schöneberger Straße (Lage)     | S265               | 0765 (im Stadtteil)    | Schöneberg, Berliner Ortsteil | 1961                | östlich des Berliner Platzes in Rahlstedt Motivgruppe: Berliner Bezirke und Ortsteile | Schöneberger Straße                |
| Schweidnitzer Straße (Lage)    | S353               | 0525                   | Schweidnitz (poln. Świdnica), Stadt in Polen | 1967                | Motivgruppe: Städte in Schlesien | Schweidnitzer Straße               |
| Sophie-Kloers-Weg (Lage)       | S506               | 0090                   | Sophie Kloerss (1866–1927), Schriftstellerin | vor 1938            | | Sophie-Kloers-Weg                  |
| Spandauer Weg (Lage)           | S524               | 0215                   | Spandau, Berliner Bezirk und Ortsteil | 1961                | Motivgruppe: Berliner Bezirke und Ortsteile | Spandauer Weg                      |
| Sprottauer Straße (Lage)       | S562               | 0170                   | Sprottau (poln. Szprotawa), Stadt in Polen | 1955                | Motivgruppe: Städte in Schlesien | Sprottauer Straße                  |
| Steglitzer Straße (Lage)       | S618               | 0395                   | Steglitz, Berliner Bezirke und Ortsteile | 1961                | Motivgruppe: Berliner Bezirke und Ortsteile | Steglitzer Straße                  |
| Stemwarder Straße (Lage)       | S673               | 0365                   | Stemwarde, Gemeindeteil von Barsbüttel | vor 1938            | | Stemwarder Weg                     |
| Storchenstieg (Lage)           | T717               | 0185                   | nach dem gleichnamigen Schreitvogel | 1932                | | Storchenstieg                      |
| Tempelhofer Ring (Lage)        | T046               | 0255                   | Tempelhof, Berliner Ortsteil |                     | Motivgruppe: Berliner Bezirke und Ortsteile | Tempelhofer Ring                   |
| Tycho-Brahe-Weg (Lage)         | T194               | 0590                   | Tycho Brahe (1546–1601), dänischer Astronom | vor 1938            | | Tycho-Brahe-Weg                    |
| Waldenburger Straße (Lage)     | W022               | 0495                   | Waldenburg (poln. Wałbrzych), Stadt in Polen | 1957                | Motivgruppe: Städte in Schlesien | Waldenburger Straße                |
| Wilhelm-Jensen-Stieg (Lage)    | W448               | 0065                   | Wilhelm Jensen (1882–1960), Pastor an der Wandsbeker Kreuzkirche und Heimatforscher                                                                                 | 1975                | | Wilhelm-Jensen-Stieg               |
| Wilsonstraße (Lage)            | W300               | 0590 (im Stadtteil)    | Woodrow Wilson (1856–1924), US-amerikanischer Politiker | 1947                | nördlich der Kuehnstraße in Tonndorf | Wilsonstraße                       |
| Wuthenowstraße (Lage)          | W430               | 0330                   | Alwine Wuthenow (1820–1908), niederdeutsche Dichterin | 1947                | | Wuthenowstraße                     |
| Zehlendorfer Weg (Lage)        | Z005               | 0440                   | Zehlendorf, Berliner Ortsteil | 1961                | Motivgruppe: Berliner Bezirke und Ortsteile | Zehlendorfer Weg                   |
| Zur Jenfelder Au (Lage)        | Z092               | 0600                   | | 2014                | Eine Erklärung des Straßennamens ist im Amtlichen Anzeiger nicht angegeben. | Zur Jenfelder Au                   |